# Volker Wissing
Volker Wissing (Landau in der Pfalz, 22 aprile 1970) è un politico tedesco, segretario generale del Partito Liberale Democratico (FDP) dal 2020 al 2024, quando è divenuto indipendente, e membro del Bundestag dal 2004 al 2013.
Il 24 novembre 2021 è stato nominato dal comitato esecutivo federale del FDP per occupare il posto di Ministero federale per i trasporti e le infrastrutture digitali nel governo Scholz, entrando ufficialmente in carica l'8 dicembre 2021. È stato sostituto il 6 maggio 2025, data di giuramento del Governo Merz.